# Église Saint-Grégoire d'Augé
L'église Saint-Grégoire d'Augé est une église catholique des Xe et XIIe siècles, située à Augé, en France.

## Localisation
L'église est située dans le département français des Deux-Sèvres, dans le centre-ville de la commune d'Augé.

## Historique
La première mention de l'église se trouve dans une ordonnance de l'évêque de Poitiers, Pierre II, datée du 15 janvier 1099 stipulant la « concession à perpétuité des églises d'Augé, Nanteuil et Romans à Garnier, abbé de Saint-Maixent et ses successeurs ». La nef actuelle de l'église doit être antérieure à cet acte. Le pape Pascal II confirme cette donation par la bulle pontificale du 27 avril 1110. La nef romane n'a jamais dû être voûtée.
Le chœur gothique a dû être construit au début du XIIIe siècle qui comporte, dès l'origine, des éléments de fortification.
En 1560, la croix de l'église est vendue à Pierre Boudier, maître changeur à Saint-Maixent. En 1568, une troupe de calvinistes commandée par un certain Pluviault met l'église à sac, « brisant les portes et renversant le maître-autel ». Les calvinistes sont chassés par l'armée catholique commandée par le comte de Lude. Ils reviennent en 1570 et incendient l'église et détruisent la tour-escalier attenante au clocher. L'église est abandonnée pendant 23 ans. Elle est rendue au culte en 1593 après une restauration sommaire.
Des restaurations importantes sont faites sur l'église en 1777. La façade occidentale est partiellement démolie et refaite avec un grand portail à arc segmenté. Le mur nord de la nef est démoli et reconstruit pour l'élargir de 3 m en avec 4 larges baies cintrées.
Le 17 juillet 1793, une bande commandée par un certain Verdurant met à bas le maître-autel et incendie dans la rue les archives et les habits sacerdotaux. L'église est vendue comme bien national pour 30 000 francs à Alexandre Bonaventure Citois, notaire public à Niort. Il la transforme en grange.
La commune a racheté l'église le 12 août 1806 pour 2 000 francs. Elle a alors entrepris des restaurations pour 4 982 francs avant de la rendre au culte. Elle est ouverte au culte en 1807 mais ne reçoit un desservant attitré qu'en 1825.
Le 17 juin 1857, la foudre frappe le clocher et met le feu à la toiture qui s'effondre en fissurant le gros œuvre. Le 22 juin, le chœur est interdit aux fidèles par l'architecte départemental. L'église est restaurée. On voit la date de 1860 sur la clef de la voûte orientale du chœur. Les travaux se sont prolongés jusqu'en 1881.

## Protection
Le clocher et le chœur de l'église ont été classés au titre des monuments historiques le 7 décembre 1914 et le mur sud de la nef et son auvent sont inscrits le 22 octobre 2003.